# トム・ウィレムス
トム・ウィレムス（Thom Willems、1955年 - ）は、オランダの作曲家である。現代バレエの振付家ウィリアム・フォーサイスとの緊密なコラボレーションで知られ、『失われた委曲』（1987年）、『インプレッシング・ザ・ツァー』（1988年）などの作品で才能を見せた。

## 経歴
アーネムの出身。当初はピアノを専攻していたが12歳から作曲を始めて、デン・ハーグにあるハーグ王立音楽院で1977年から1982年まで電子音楽や作曲を学んだ。
ウィレムスは自国で当時フランクフルト・バレエ団の首席振付家を務めていたフォーサイスの作品を見て惹きつけられ、彼に手紙を書いた。それが契機となって、1985年の『LDC』作曲からフランクフルト・バレエ団でフォーサイスとのコラボレーションを開始し、彼の多くの作品に音楽を提供している。
ウィレムスは作曲にあたって、即興ではなく論理的なアプローチを重視している。マッキントッシュのコンピューター（パワーブック）とエミュレータのシンセサイザーを駆使し、フォーサイスの一連の作品で先鋭的な個性を発揮した。雅楽の音色や旋律構造を引用した『アズ・ア・ガーデン・イン・ジス・セッティング』（1992年）や、アコースティック楽器を使用した『エイドス・テロス』（1994年）など、作品の傾向は多岐にわたる。轟音のような電子音楽を響かせる『インプレッシング・ザ・ツァー』に対して、『ザ・ルーム・アズ・イト・ワズ（The Room as it Was）』（2002年）では最後の数十秒しか音楽がなく、『N.N.N.N.』（2002年）に至ってはダンサーに動きのタイミングを知らせるかのように時折かすかに信号音が聞こえる程度の作品であり、観客を戸惑わせるものがあった。
2002年に持ち上がったフランクフルト市当局によるフォーサイス解任騒動（古典作品上演主体とするカンパニーへの移行）に対しては、フォーサイスと連名で抗議のメッセージを全世界に向けて発信した。フォーサイスの解任は世界中のバレエファンからの抗議によって取り消しとなったが、結局フォーサイスはフランクフルト・バレエ団を去って自身のカンパニーを立ち上げた。ウィレムスは2006年から、Le Caméléon Philharmoniqueの常任作曲家の地位にある。2012年、フォーサイスの旧作『インプレッシング・ザ・ツァー』第4部『ボンゴ・ボンゴ・ナゲーラ』（Bongo Bongo Nageela）をもとにしたダンス学習用のオン・デマンドコンテンツ『Bongo Bongo,9 phases』（日本女子体育大学 ダンス・プロデュース研究部）のスタッフに名を連ねた。

## 主な作品
| 年   | 作品名                                           | 原作曲者                                           | 備考                                                                                   |
| ---- | ------------------------------------------------ | -------------------------------------------------- | -------------------------------------------------------------------------------------- |
| 1985 | LDC                                              |                                                    |                                                                                        |
| 1986 | スキニー                                         |                                                    | フォーサイスとの共作                                                                   |
| 1986 | ロバート・スコットの尋問                         |                                                    |                                                                                        |
| 1987 | イン・ザ・ミドル・サムホワット・エレヴェイテッド |                                                    | パリ・オペラ座バレエ団初演。翌年、『インプレッシング・ザ・ツァー』の一部として再構成。 |
| 1987 | 失われた委曲                                     |                                                    | 2部構成。                                                                              |
| 1988 | インプレッシング・ザ・ツァー                     | L・v・ベートーヴェン（『弦楽四重奏曲第14番』より） | L・スタック、E・クロスマン・ヘヒトとの共作                                             |
| 1989 | エネミー・イン・ザ・フィギュア                   |                                                    |                                                                                        |
| 1990 | 四肢の定理                                       |                                                    |                                                                                        |
| 1990 | スリンガーランド・ティール4                      |                                                    |                                                                                        |
| 1991 | ザ・セカンド・ディテイル                         |                                                    |                                                                                        |
| 1991 | スナップ・ヴォーヴェーン・エフェクト             |                                                    |                                                                                        |
| 1992 | アズ・ア・ガーデン・イン・ジス・セッティング     |                                                    |                                                                                        |
| 1992 | ヘルマン・シュメルマン                           |                                                    | ニューヨーク・シティ・バレエ団初演。                                                   |
| 1994 | エイドス・テロス                                 |                                                    |                                                                                        |
| 1995 | オブ・エニィ・イフ・アンド                       |                                                    |                                                                                        |
| 2000 | ワン・フラット・シング、リプロデュースド         |                                                    |                                                                                        |
| 2002 | ザ・ルーム・アズ・イト・ワズ                     |                                                    |                                                                                        |
| 2002 | N.N.N.N.                                         |                                                    |                                                                                        |

- 特記のないものは、すべてフランクフルト・バレエ団初演[1][2][6]。